# Assück
Assück war eine US-amerikanische Grindcore-Band aus Saint Petersburg, die im Jahr 1987 gegründet wurde und sich 1998 auflöste.

## Geschichte
Die Band wurde im Jahr 1987 vom Sänger und Gitarristen Steve Heritage gegründet. In der Folgezeit ereigneten sich mehrere Besetzungswechsel. Zudem veröffentlichte die Band im Jahr 1991 ihr Debütalbum Anticapital über Sound Pollution Records. Im Jahr 1995 waren Sänger Paul Pavlovich, Bassist Pete Jay und Schlagzeuger Rob Proctor (Nasty Savage) in der Band. Als neuer Bassist kam 1996 Steve Kosiba zur Besetzung. Nachdem Daryl Kahan (ehemals bei Citizens Arrest) als Sänger zur Band gekommen war, hielt die Band eine Europatournee ab. 1997 schloss sich über Sound Pollution Records das zweite Album Misery Index an. Die Aufnahmen hierzu fanden in den Morrisound Studios und den Nordic Helmet Studios unter der Leitung von Scott Burns statt. Die Band bestand hierbei aus dem Bassisten Steve Kosiba, dem Schlagzeuger Rob Proctor und dem Gitarristen und Sänger Steve Heritage. Im Jahr 1998 löste sich die Band auf.

## Stil
Laut Gregor Arndt vom Metal Hammer spiele die Band auf Anticapital aggressiven Grindcore, wobei die Band da weiter machen würde, „wo sich Napalm Death nach Mentally Murdered nicht mehr getraut haben“.

## Diskografie
- 1989: Necrosalvation (EP, No System Records)
- 1989: Born Backwards (Demo, Eigenveröffentlichung)
- 1990: Assück / O.L.D. (Split mit Old Lady Drivers, No System Records)
- 1992: Blindspot (EP, Schematics Records)
- 1992: Anticapital (Album, Sound Pollution Records)
- 1993: State to State (EP, SOA Records)
- 1994: Anticapital/Blindspot/+3 (Kompilation, Sound Pollution Records)
- 1997: Misery Index (Album, Sound Pollution Records)